# Central do Maranhão
Central do Maranhão est une municipalité brésilienne située dans l'État du Maranhão.